# Procure Saber
Procure Saber foi um movimento ocorrido no Brasil formado por cantores como Roberto Carlos, Caetano Veloso, Chico Buarque, Djavan, Erasmo Carlos, Gilberto Gil, Milton Nascimento e Marisa Monte, que defendia a necessidade de prévia autorização para a publicação de biografias cuja elaboração não contasse com a participação direta do biografado ou de seu representante legal. O movimento foi criado e coordenado por Paula Lavigne, esposa de Caetano Veloso, e que aconteceu em 2013. Após as polêmicas daquele ano, a entidade mudou sua pauta de reivindicações, e teve alguma sobrevida.
Os artistas almejavam a aplicação literal do Código Civil Brasileiro, de 2002, em seus artigos 20 (que diz sobre o uso da imagem da pessoa merecer "indenização que couber, se lhe atingirem a honra, a boa fama ou a respeitabilidade, ou se se destinarem a fins comerciais") e 21 (que reza ser inviolável "a vida privada da pessoa natural"). Tais artigos estariam ferindo a Constituição por estabelecer a censura prévia. Jornalistas como Geneton Moraes Neto questionavam "Quantas e quantas biografias deixaram de ser publicadas porque esta lei ameaça proibi-las? Quantos e quantos projetos vão mofar no fundo das gavetas? Vergonha, vergonha, vergonha", ao passo em que Laurentino Gomes resumiu a situação dizendo que "O Brasil está ameaçado de se tornar o paraíso oficial das biografias chapas-brancas por uma esquizofrenia legal".

## Contexto histórico
Em 2007 Roberto Carlos havia, por meio de uma ação judicial, obrigado o recolhimento do livro Roberto Carlos em Detalhes de Paulo César Araújo, bem como proibido sua venda ao público. O artista havia se baseado na aplicação da regra contida no Código Civil, e que fora acatada pelo juiz da causa.
Em 2011 um projeto de lei foi levado ao Congresso, no sentido de coibir a censura das biografias; a questão já havia sido levada para a apreciação do Supremo Tribunal Federal. O movimento surgiu na iminência de decisão do STF, e pretendia dar aos artistas biografados ou às suas famílias, o direito de decidir o que poderia ou não ser publicado. A justiça também havia proibido a publicação de duas obras sobre o escritor Paulo Leminski.

## Argumentos dos integrantes do grupo e apoiadores
Djavan, apesar de declarar-se a favor da liberdade de expressão, disse que ela "corre o risco de acolher uma injustiça, na medida em que privilegia o mercado em detrimento do indivíduo; editores e biógrafos ganham fortunas enquanto aos biografados resta o ônus do sofrimento e da indignação". Caetano declarou que "Ficaremos todos mais ricos se virmos que o direito à intimidade deve complicar o de livre expressão", ao tempo em Chico Buarque reportou-se ao caso da biografia realizada por Paulo César Araújo: "Pensei que o Roberto Carlos tivesse o direito de preservar sua vida pessoal. Parece que não" e declarou que o autor fizera "entrevistas com não sei quantas pessoas, inclusive eu. Só que ele nunca me entrevistou". Após Araújo divulgar fotografia e vídeo que o desmentiam, o cantor se desculpou mas manteve-se contra a publicação não autorizada de biografias.
Apesar de dar uma declaração a favor da liberdade de expressão e contra a censura Alice Ruiz, ex-mulher de Leminski que vedara a comercialização de duas obras sobre o poeta, disse que "Por outro lado, eu acho que nós precisávamos viver num país onde os interesses literários estivessem acima dos interesses mercantis (...)  Então, se o Brasil não fosse assim, eu diria liberem tudo, mas o Brasil é assim. Quer dizer, não é que o Brasil é assim, existem elementos assim". Jorge Mautner declarou apoio ao movimento: "Estou totalmente ao lado das intenções do Procure Saber. Para mim, o que Roberto Carlos, Caetano Veloso, Gilberto Gil e Chico Buarque fizeram e fazem para a História do Brasil e para a História da Humanidade faz com que eu, de olhos fechados, assine o que eles assinarem. E ainda mais quando coincide com o meu pensamento".
A declaração de Gilberto Gil foi a mais extensa: "Independentemente do que venha a decidir o STF em relação à questão, nós da associação Procure Saber, no âmbito do nosso pequeno foro e em que pesem as tantas dúvidas e posições entre nós, resolvemos exercer o nosso direito democrático de associação, de opinião e de manifestação, levando a público o nosso propósito de defender o direito à privacidade como elo importante da cadeia da cidadania soberana, chamando a atenção de toda a sociedade para a necessidade de amplo e profundo debate em torno desse tema, da delicada situação em que se encontra esse prato da balança do direito civil em nosso tempo, a privacidade, o que ela significa, o que ainda é possível fazer para que ela tenha sentido, para que os que ainda nela creem e confiam possam encontrar nas regras, nas normas e nas leis alguma garantia".

## Reações contrárias à proibição
As reações contrárias vieram de pessoas de vários segmentos e correntes culturais.
Joaquim Barbosa, então presidente da Corte Suprema, declarou a 14 de outubro de 2013 que "o ideal seria liberdade total de publicação, com cada um assumindo os riscos (...) Se for causado um dano, responde financeiramente por isso". O presidente do Senado à época, Renan Calheiros, falou que “Eu acho que o Brasil tem mudado demais e esse processo de mudança não nos permite conviver com as censuras das biografias. Eu tenho uma posição contrária com relação a isso”, que se a censura fosse instituída seria "um retrocesso dificílimo de ser administrado”  e concluiu dizendo que no choque entre o direito à intimidade e a liberdade de expressão esta última deve prevalecer.
O jornalista Antônio Carlos Miguel disse que "Em 35 anos de atuação no jornalismo musical e sempre mantendo uma relação muito próxima aos protagonistas do Procure Saber (e tanto de seus antagonistas), não tinha vivenciado tamanha crise. Nem esse grau de rejeição aos deuses Chico, Caetano, Milton, Gil, Djavan, Roberto e Erasmo. Discordo deles, estou no time dos contra a censura, e nisso não há meio termo".
O cantor Alceu Valença manifestou-se por sua página no Facebook: "Fala-se muito em biografias oportunistas, difamatórias, mas acredito que a grande maioria dos nossos autores estão bem distantes desse tipo de comportamento. Arrisco em dizer que cerceá-los seria uma equivocada tentativa de tapar, calar, esconder e camuflar a história no nosso tempo e espaço. Imaginem a necessidade de uma nova Comissão da Verdade daqui a uns 20 anos..."
O biógrafo Ruy Castro foi enfático ao dizer que ""O Brasil fica impedido de contar a própria história porque Roberto Carlos não quer que falem da perna mecânica dele. Meia dúzia de compositores, cantores estão querendo impedir o trabalho de biógrafos, pesquisadores, historiadores, documentaristas, ensaístas, ou seja, toda intelectualidade brasileira está na dependência de meia dúzia de cantores permitirem que nós trabalhemos com liberdade".

## Enfraquecimento da causa
Em outubro de 2013, diante da reação negativa ao grupo, Roberto Carlos, Gil e Erasmo divulgaram um vídeo no qual adotavam uma postura menos radical acerca das propostas iniciais sobre a "autorização prévia" a tudo que sobre eles fosse escrito. Nele Roberto Carlos afirmava que "Não queremos calar ninguém, mas queremos que nos ouçam". Caetano reagiu em um artigo no jornal O Globo, dizendo "E RC só apareceu agora, quando da mudança de tom. Apanhamos muito da mídia e das redes, ele vem de Rei".
Em novembro de 2013 Roberto Carlos anunciou que deixara o grupo, num comunicado através de seu empresário Dody Sirena, no qual afirmava "divergimos algumas vezes, mas acredito que podemos nos ver como uma seleção de futebol onde os grandes craques se reúnem para defender o país e depois voltam para os seus times (...) neste momento é importante continuar o trabalho que iniciamos há muitos anos sobre biografias, independente de estarmos em uma associação ou grupo. Portanto, a partir de agora, fiquem à vontade com o andamento do Procure Saber sem a presença direta do Roberto".
Diante da repercussão negativa, o Procure Saber desistiu das pretensões sobre as biografias ainda em 2013.

## Luta por direitos autorais e estrutura legal
Já em 2014 Paula Lavigne reuniu os artistas da "Associação Procure Saber" com o objetivo de negociar os direitos autorais, contando com a presença de Gil, Caetano, Djavan, Anitta, Zezé di Camargo, Marisa Monte, etc; num escrito de Caetano sobre a reunião ele declarou que o grupo estava traumatizado, mas que com as novas pautas, "a associação está inteira, maior e com mais cara de futuro", e que haviam resolvido pendências de anos junto ao Ecad (Escritório Central de Arrecadação e Distribuição). 
Em 2015 o Supremo Tribunal decidiu de forma definitiva contra a censura prévia em biografias; neste mesmo ano a entidade ingressou com um pedido à Corte Maior contra os interesses do Ecad em ação em que o Escritório questionava a constitucionalidade de uma lei de 2013, contando com o apoio de artistas como Danilo Caymmi ou Sandra de Sá.
Graças à participação do Procure Saber na ação junto ao STF a imprensa teve acesso à sua constituição administrativa: existe um conselho de seis notáveis (Caetano, Chico, Djavan, Erasmo Carlos, Gil e Milton Nascimento), muitos "patronos" (como Baby do Brasil, Adriana Calcanhoto ou a dupla Zezé de Camargo e Luciano), e uma diretoria composta de catorze integrantes na qual a presidenta é Paula Lavigne, o empresário de Marisa Monte é vice e o diretor financeiro era um filho de Erasmo Carlos. No ano anterior a entidade havia arrecadado duzentos mil reais, em um almoço para este fim.
Em 2016 representantes da entidade se reuniram com o então Ministro da Cultura, Marcelo Calero. Pouco tempo depois, no mesmo ano, a entidade participou de uma demanda coletiva junto a várias outras entidades contra o Google, então proprietária do YouTube, para o repasse integral dos direitos autorais no Brasil.